# 棚守房顕
棚守 房顕（たなもり ふさあき）／野坂 房顕（のさか ふさあき）は、戦国時代から安土桃山時代にかけての人物で、厳島神社の神官。厳島神社大宮の宝蔵を管理する棚守職を世襲する野坂氏の出身だが、職名から「棚守房顕」の名で知られる。大内義隆や毛利元就らの御師となり、厳島神社の再興に尽力した。

## 生涯
明応4年（1495年）、野坂玄顕の子として誕生。
大永3年（1523年）4月、厳島神社の神主職を巡って小方加賀守と争っていた友田興藤が武田光和らの支援によって厳島神社の神主と称し、桜尾城の大内軍を追い出し入城したため、8月には大内氏家臣の弘中武長が警固衆を率いて厳島に押し寄せ、友田衆を厳島から追放した。この時房顕は大内氏に加勢し、以後大内氏との関係を深めて、大永4年（1524年）1月8日には陶興房の御師となった。
大永8年（1528年）9月28日には興房から「房」の偏諱を与えられ、「房顕」と名乗る。
さらに、陶氏だけでなく毛利氏や大内氏との関係も深め、天文9年（1540年）に毛利元就の御師となる。
天文10年（1541年）2月10日に大内氏の御師であった徳寿内侍が尼子氏に内通したとして罷免されると、房顕が大内氏の御師となり、長門国日置15石と西条段銭32貫の知行を与えられ、社家奉行に任じられた。さらに神事田並びに社家三方（社人、供僧、内侍）の知行する段銭等を与えられている。
また、同年7月5日に大内義隆から棚守職に任命され、同年11月20日には室である小方加賀守の娘と共に義隆の下に参上した。この頃、大内氏から社家三方に対する命令が、神主である佐伯景教を経由せず直接房顕に発される等、次第に房顕の威勢が神主を凌ぎ、社家内における支配的地位を確立していった。
天文18年（1549年）に毛利元就・隆元父子が大内義隆と謁見する際に、房顕は元就父子に儀礼を指南した。
天文20年（1551年）3月11日には大内義隆から「隆」の偏諱を受け「隆久」と名乗ったが、短期間で再び名を「房顕」に戻している。
同年9月1日の大寧寺の変で大内義隆が討たれ、陶晴賢が大内氏の実権を握ると、房顕は毛利氏との更なる関係強化に乗り出し、天文22年（1553年）には晴賢に表裏がある旨を元就に報じ、天文23年（1554年）の折敷畑の戦いでは元就に使者を派遣して御供米と巻数を捧げた。これらの功により、房顕は毛利氏から御子内侍や社家三方惣奉行などに任じられ、毛利氏の勢力拡大後も厳島神社社家内の支配的地位を維持することに成功する。
以後は天文24年（1555年）の野間隆実攻め、弘治3年（1557年）の且山城攻め、永禄2年（1559年）の石見攻め、永禄13年（1570年）の尼子再興軍との合戦等、毛利氏の出陣の度に戦勝祈願を行った。また、永禄9年（1566年）に元就が病となった際には、元就の全快祈念の為に大般若経を読誦した。
永禄6年（1563年）には隆元らの助力によって、永享年間以来途絶えていた、社家・供僧が行水する大風呂を再興し、同年8月11日には嫡男・長松丸（後の元行）に所領と所職を譲った。同年閏12月、房顕から歳首祈念の巻数を送られたことを謝す毛利幸鶴丸（後の輝元）からの書状が房顕に送られたが、この書状が現存する輝元最初の書状である。
元亀2年（1571年）の厳島神社本社殿の造営では、遷宮師として京都から神祇大副の吉田兼右を迎えることを元就に要請し認可され、同年12月27日に遷宮式を執り行った。
天正8年（1580年）3月には嫡男・元行への置文の性格を持つ「棚守房顕覚書」を著した。
天正18年（1590年）1月20日に死去。享年96。